# شون نوجاتو
شون نوجاتو (باليابانية: 野垣内 俊) (11 سبتمبر 1986 في يوكايتشي في اليابان – )؛ هو لاعب كرة قدم ياباني سابق كان يلعب كمدافع.

## وصلات خارجية
- شون نوجاتو على موقع رابطة كرة القدم اليابانية للمحترفين (اليابانية)
- شون نوجاتو على موقع قاعدة بيانات كرة القدم.إي يو (الإنجليزية)
- شون نوجاتو على موقع Soccerway.com (الإنجليزية)
- شون نوجاتو على موقع عالم كرة القدم.نت (الإنجليزية)